# Ali Abdosh
Ali Abdosh (* 25. August 1987 in der Region Harar) ist ein äthiopischer Langstreckenläufer.
2006 wurde er bei den Crosslauf-Weltmeisterschaften in Fukuoka auf der Kurzstrecke Fünfter und gewann mit der äthiopischen Mannschaft Silber. Über 5000 m kam Abdosh bei den Leichtathletik-Afrikameisterschaften 2006 in Bambous auf den sechsten und bei den Afrikaspielen 2007 in Algier auf den fünften Platz.
Bei den Leichtathletik-Afrikameisterschaften 2008 in Addis Abeba gewann er Bronze über 5000 m. Im selben Jahr siegte er mit der äthiopischen Mannschaft beim traditionellen Ekiden in Chiba.
2009 gewann Abdosh bei den FBK-Games über 5000 m mit einer Siegerzeit von 12:59,65 min und blieb dabei zum ersten Mal unter 13 Minuten. Bei den Leichtathletik-Weltmeisterschaften 2009 in Berlin erregte er Aufmerksamkeit, als er in der Vorrunde durch eine Kollision mit einem Konkurrenten einen Schuh verlor. Den dadurch entstandenen Rückstand konnte er trotz starker kämpferischer Leistung unter dem Jubel des Publikums nicht mehr aufholen. Die Wettkampfrichter entschieden anschließend, Abdosh trotzdem im Finale starten zu lassen. Dort belegte er am Ende den sechsten Rang. Im folgenden Monat steigerte er seine persönliche Bestleistung als Vierter beim Memorial Van Damme auf 12:56,53 min. Zum Jahresabschluss gewann Abdosh den São Silvestre Angola.
Im Jahr darauf kam er bei den Halbmarathon-Weltmeisterschaften 2010 in Nanning auf den 27. Platz. 2011 wurde er beim Halbmarathon der Afrikaspiele in Maputo Neunter und siegte beim Boston-Halbmarathon.
2012 wurde Abdosh Dritter bei den B.A.A. 10K, 2013 Siebter beim Daegu-Marathon und 2014 Sechster beim Santiago-Marathon. 2015 folgte auf einen sechsten Platz beim Xiamen-Marathon ein zweiter beim Xichang-Marathon.

## Doping
Wegen Dopings ist Abdosh vom Weltleichtathletikverband (IAAF) seit dem 24. Dezember 2017 disqualifiziert und für vier Jahre vom 5. Februar 2018 bis 4. Februar 2022 gesperrt.

## Persönliche Bestleistungen
- 5000 m: 12:56,53 min, 4. September 2009, Brüssel
- 10.000 m: 27:04,92 min,	26. Mai 2007, Hengelo
- 10-km-Straßenlauf: 28:21 min, 24. Juni 2012, Boston
- Halbmarathon: 1:03:36 h, 9. Oktober 2011, Boston
- Marathon: 2:12:55 h, 3. Januar 2015,	Xiamen